# Diocesi di Temuco
La diocesi di Temuco (in latino: Dioecesis Temucensis) è una sede della Chiesa cattolica in Cile suffraganea dell'arcidiocesi di Concepción. Nel 2022 contava 460.200 battezzati su 719.000 abitanti. È retta dal vescovo Jorge Enrique Concha Cayuqueo, O.F.M.

## Territorio
La diocesi è situata nella regione cilena dell'Araucanía. Comprende tutta la provincia di Malleco e i seguenti sette comuni della provincia di Cautín: Temuco, Lautaro (ad eccezione della frazione di Ultracautín, che appartiene alla diocesi di Villarrica), Galvarino, Perquenco, Nueva Imperial, Carahue e Cholchol.
Sede vescovile è la città di Temuco, dove si trova la cattedrale di San Giuseppe.
Il territorio si estende su 17.474 km² ed è suddiviso in 37 parrocchie, raggruppate in 4 decanati.

### Parrocchie

#### Decanato di Temuco
- Cattedrale
- Perpetuo Soccorso
- Lourdes San Francesco
- Spirito Santo
- San Tommaso da Villanova
- Cuore Immacolato di Maria
- Gesù Operaio
- San Giovanni Battista
- Annunciazione del Signore
- San Giacomo Apostolo
- Gesù della Misericordia
- Santissima Trinità

#### Decanato di Angol
- Immacolata Concezione, Angol
- San Bonaventura, Angol
- Cristo Re, Angol
- San Giovanni Battista, Huequén (Angol)
- San Lorenzo, Renaico
- Santi Angeli Custodi, Los Sauces
- San Luigi Gonzaga, Collipulli
- San Filippo Neri, Capitan Pastene (Lumaco)
- Sant'Enrico, Purén

#### Decanato di Victoria
- Sacro Cuore di Gesù, Lautaro
- San Pietro, Curacautín
- La Mercede, Victoria
- Sacro Cuore di Gesù, Victoria
- Nostra Signora dei Dolori, Perquenco
- San Francesco, Selva Oscura (Victoria)
- San Giuda Taddeo, Ercilla
- Sacro Cuore di Gesù, Traiguén
- San Sebastiano, Lonquimay

#### Decanato di Imperial
- San Michele, Nueva Imperial
- Nostra Signora del Carmine, Chol Chol
- San Paolo, Carahue
- Sant'Antonio di Padova, Galvarino
- San Giuseppe de la Costa, Trovolhue (Carahue)

## Storia
Nel 1908 Temuco, parte della diocesi di Concepción (oggi arcidiocesi), fu affidata a un governatore ecclesiastico dipendente dal vescovo di Concepción. I governatori ecclesiastici erano dotati di carattere episcopale.
Il 18 ottobre 1925 è stata eretta la diocesi di Temuco con la bolla Notabiliter aucto di papa Pio XI.
Originariamente suffraganea dell'arcidiocesi di Santiago del Cile, il 20 maggio 1939 è entrata a far parte della provincia ecclesiastica dell'arcidiocesi di Concepción.
Il 20 giugno 1959 ha ceduto una porzione del suo territorio a vantaggio dell'erezione della diocesi di Los Ángeles (oggi diocesi di Santa María de Los Ángeles).

## Cronotassi dei vescovi
Si omettono i periodi di sede vacante non superiori ai 2 anni o non storicamente accertati.
- Ricardo Sepúlveda Hermosilla † (1908[1] - 1919 dimesso)
- Prudencio Contardo Ibarra, C.SS.R. † (15 giugno 1920[2] - 15 dicembre 1934 dimesso[3])
- Alfredo Silva Santiago † (23 febbraio 1935 - 4 febbraio 1939 nominato vescovo di Concepción)
- Augusto Osvaldo Salinas Fuenzalida, SS.CC. † (29 agosto 1939 - 9 febbraio 1941 nominato vescovo ausiliare di Santiago del Cile[4])
- Alejandro Menchaca Lira † (9 agosto 1941 - 13 settembre 1960 dimesso[5])
- Bernardino Piñera Carvallo † (10 dicembre 1960 - 23 dicembre 1977 dimesso)
- Sergio Otoniel Contreras Navia † (23 dicembre 1977 - 21 settembre 2001 ritirato)
- Manuel Camilo Vial Risopatrón (21 settembre 2001 - 14 maggio 2013 ritirato)
- Héctor Eduardo Vargas Bastidas, S.D.B. † (14 maggio 2013 - 7 marzo 2022 deceduto)
- Jorge Enrique Concha Cayuqueo, O.F.M., dal 4 marzo 2023

## Statistiche
La diocesi nel 2022 su una popolazione di 719.000 persone contava 460.200 battezzati, corrispondenti al 64,0% del totale.
| anno | popolazione | popolazione | popolazione | presbiteri | presbiteri | presbiteri | presbiteri                | diaconi | religiosi | religiosi | parrocchie |
| anno | battezzati  | totale      | %           | numero     | secolari   | regolari   | battezzati per presbitero | diaconi | uomini    | donne     | parrocchie |
| ---- | ----------- | ----------- | ----------- | ---------- | ---------- | ---------- | ------------------------- | ------- | --------- | --------- | ---------- |
| 1948 | 317.702     | 352.498     | 90,1        | 61         | 20         | 41         | 5.208                     |         | 41        | 105       | 27         |
| 1964 | 300.000     | 350.000     | 85,7        | 75         | 31         | 44         | 4.000                     |         | 64        | 260       | 31         |
| 1970 | 320.400     | 356.000     | 90,0        | 79         | 49         | 30         | 4.055                     |         | 45        | 258       | 28         |
| 1976 | 333.500     | 400.000     | 83,4        | 47         | 18         | 29         | 7.095                     | 6       | 41        | 220       | 30         |
| 1980 | 352.000     | 442.000     | 79,6        | 49         | 19         | 30         | 7.183                     | 15      | 39        | 190       | 30         |
| 1990 | 386.600     | 495.600     | 78,0        | 50         | 27         | 23         | 7.732                     | 23      | 28        | 160       | 31         |
| 1999 | 374.400     | 520.000     | 72,0        | 65         | 40         | 25         | 5.760                     | 37      | 31        | 145       | 32         |
| 2000 | 374.400     | 520.000     | 72,0        | 64         | 40         | 24         | 5.850                     | 48      | 29        | 140       | 33         |
| 2001 | 361.000     | 530.000     | 68,1        | 72         | 45         | 27         | 5.013                     | 48      | 32        | 140       | 33         |
| 2002 | 361.000     | 530.000     | 68,1        | 66         | 45         | 21         | 5.469                     | 48      | 28        | 133       | 33         |
| 2003 | 363.204     | 563.981     | 64,4        | 71         | 47         | 24         | 5.115                     | 46      | 27        | 139       | 33         |
| 2004 | 363.204     | 563.981     | 64,4        | 69         | 50         | 19         | 5.263                     | 44      | 26        | 156       | 35         |
| 2010 | 382.000     | 590.000     | 64,7        | 65         | 44         | 21         | 5.876                     | 45      | 31        | 143       | 35         |
| 2013 | 392.000     | 606.000     | 64,7        | 69         | 49         | 20         | 5.681                     | 47      | 28        | 123       | 35         |
| 2014 | 395.000     | 611.000     | 64,6        | 71         | 49         | 22         | 5.563                     | 42      | 34        | 117       | 35         |
| 2017 | 407.000     | 636.000     | 64,0        | 70         | 49         | 21         | 5.814                     | 46      | 31        | 125       | 37         |
| 2020 | 450.200     | 703.470     | 64,0        | 56         | 40         | 16         | 8.039                     | 45      | 19        | 95        | 37         |
| 2022 | 460.200     | 719.000     | 64,0        | 52         | 36         | 16         | 8.850                     | 45      | 19        | 95        | 37         |